# Shahrestān-e Ābādān
Shahrestān-e Ābādān (persiska: شهرستان آبادان, آبادان) är en delprovins (shahrestan) i Iran.   Den ligger i provinsen Khuzestan, i den västra delen av landet, 700 km söder om huvudstaden Teheran.
Delprovinsen hade 298 090 invånare 2016.